# Крок у гірництві
Крок у гірництві

## Крок обвалення покрівлі
Крок обвалення покрівлі,(рос. шаг обрушения кровли, англ. roof-caving increment, нім. Breite f des zubruchzuwerfenden Hangenden im Streichen) – найменша величина консолі порід безпосередньої покрівлі, при якій відбувається її періодичне самообвалення. Величина залежить від потужності, структури та фізико-механічних властивостей порід покрівлі.

## Крок пересування механізованого кріплення
Крок пересування механізованого кріплення,(рос. шаг передвижения механизированного крепления, англ. advance increment  of support, нім. Schreitschritt m, Schrittmaβ n, Schrittweite f des mechanisierten Ausbaus) – відстань, на яку пересувається кріплення за один хід гідродомкрата очисного комплексу. 

## Крок посадки
Крок посадки, (рос. шаг посадки, англ. roof caving increment, нім. Aufsetzschritt m) – відстань, що вимірюється у напрямку посування вибою, через яку відбувається посадка покрівлі. Визначається технологією виймання. К.п. менший за крок обвалення безпосередньо покрівлі або дорівнює йому.

## Крок руйнування
Крок руйнування, (рос. шаг разрушения, англ. breakage spacing, нім. Zerstörungsschritt m) – відстань між сусідніми лініями руйнування гірської породи. При різанні називається кроком різання.